# Centromerus acutidentatus
Centromerus acutidentatus là một loài nhện trong họ Linyphiidae.
Loài này thuộc chi Centromerus. Centromerus acutidentatus được miêu tả năm 2002 bởi Deltshev.